# Liste der Steinkreuze im Landkreis Roth
Diese sortierbare Liste enthält Steinkreuze (Sühnekreuze, Kreuzsteine, Schwedenkreuze etc.) des mittelfränkischen Landkreises Roth in Bayern.
| Bild           | Objekt                                    | Kurzbeschreibung | Material  | Abmessungen Höhe:Breite:Dicke | Entstehung           | BLfD-Referenz  | Gemeinde/Stadt                                   | Koordinaten                                            | Bemerkung |
| -------------- | ----------------------------------------- | --- | --------- | ----------------------------- | -------------------- | -------------- | ------------------------------------------------ | ------------------------------------------------------ | --- |
| weitere Bilder | Abenberg 1                                | Steinkreuz siehe auch: Sühnekreuze.de | Sandstein | 120:105:30                    | mittelalterlich      | D-5-76-111-56  | Abenberg / -                                     | 49° 14′ 31,2″ N, 10° 57′ 57,2″ O                       | |
| weitere Bilder | Kreuzstein bei Abenberg                   | Kreuzstein siehe auch: Sühnekreuze.de | Sandstein | 62:54:12                      | spätmittelalterlich  | D-5-76-111-106 | Abenberg / -                                     | 49° 14′ 57,7″ N, 10° 57′ 52,4″ O                       | |
|                | Eseltritt                                 | Kreuzstein mit nachträglichen Abdruck eines Eselhufes.                                                                                           | Sandstein | ?                             | ?                    | -              | Abenberg / Beerbach                              | 49° 12′ 2,4″ N, 10° 54′ 30″ O                          | Genaue Lage nicht verifiziert. |
| weitere Bilder | Wolfskreuz in Beerbach                    | Kreuzstein siehe auch: Sühnekreuze.de | Sandstein | 80:88:26                      | spätmittelalterlich  | D-5-76-111-118 | Abenberg / Beerbach                              | 49° 12′ 48,7″ N, 10° 54′ 33,5″ O                       | |
| weitere Bilder | Ebersbach 1                               | Steinkreuz siehe auch: Sühnekreuze.de | Sandstein | 85:95:30                      | mittelalterlich      | D-5-76-111-132 | Abenberg / Ebersbach                             | 49° 15′ 12″ N, 10° 55′ 53,4″ O                         | |
| weitere Bilder | Steinkreuz im Hirtenbachtal bei Ebersbach | Steinkreuz siehe auch: Sühnekreuze.de | Sandstein | 140:132:40                    | wohl 17. Jahrhundert | -              | Abenberg / Ebersbach                             | 49° 15′ 36,8″ N, 10° 56′ 16,4″ O                       | |
| weitere Bilder | Kreuzstein bei Eismannsdorf               | Kreuzstein, schlank mit reliefartigem Kreuz. | Sandstein | 103:40:50                     | mittelalterlich      | -              | Allersberg / Eismannsdorf                        | 49° 12′ 58,9″ N, 11° 14′ 21,9″ O                       | |
|                | Allersberg 1                              | Steinkreuz siehe auch: Sühnekreuze.de | ?         | ?                             | 1475                 | D-5-76-113-35  | Allersberg / -                                   | 49° 14′ 53,6″ N, 11° 15′ 3,2″ O                        | vermutlich abgängig oder versetzt. |
|                | Allersberg 2                              | Steinkreuz siehe auch: Sühnekreuze.de | ?         | ?                             | 1516                 | D-5-76-113-36  | Allersberg / -                                   | 49° 14′ 51,3″ N, 11° 15′ 14,5″ O                       | vermutlich abgängig oder versetzt. |
| weitere Bilder | Betonkreuz bei Allersberg                 | Neuzeitliches Betonkreuz, schlank. | Beton     | 185:50:13                     | ?                    | -              | Allersberg / -                                   | 49° 14′ 42,2″ N, 11° 14′ 7,4″ O                        | |
| weitere Bilder | Betonkreuz bei Schönbrunn                 | Neuzeitliches Betonkreuz, schlank. | Beton     | 210:50:13                     | 1973                 | -              | Allersberg / Schönbrunn                          | 49° 13′ 20,3″ N, 11° 15′ 7,8″ O                        | |
| weitere Bilder | Herzog-Ernst-Kreuz bei Ottersdorf         | Kreuz ist nur als Torso erhalten. Vorne lateinisches Kreuz eingemeißelt, rechte Seite und die Rückfront mit Näpfchen. siehe auch: Sühnekreuze.de | Sandstein | 61:24:26-44                   | 1417                 | -              | Büchenbach / Ottersdorf                          | 49° 17′ 39,7″ N, 11° 0′ 24,6″ O                        | |
| weitere Bilder | Aurau 1                                   | Gedenkstein, Steinkreuz auf Sockel siehe auch: Sühnekreuze.de                                                                                    | Sandstein | 131:58:21                     | 1870                 | D-5-76-117-21  | Büchenbach / Aurau                               | 49° 14′ 52,5″ N, 11° 1′ 37,2″ O                        | Gedenkstein für Maria Barbara Distler. Sie war am 6. Juli 1870 von einem abgewiesenen Heiratsanwärter erschossen worden. Ursprünglich östlich des Ortsrandes vor der Straßenkreuzung in etwa 100 m nördlicher Richtung von der Straße gelegen, wurde der Stein an die Aurauer Hauptstraße versetzt. |
| weitere Bilder | Steinkreuz bei Ungerthal                  | Steinkreuz, linker Arm alt wieder angefügt. Beidseitig im Kreuzungsfeld Einzeichnungen. siehe auch: Sühnekreuze.de                               | Sandstein | 90:60:20                      | ?                    | -              | Büchenbach / Ungerthal                           | 49° 17′ 1,3″ N, 11° 1′ 10,1″ O                         | |
| weitere Bilder | Oberheckenhofen 1                         | Kreuzstein siehe auch: Sühnekreuze.de | Sandstein | 120:70:40                     | ?                    | D-5-76-121-80  | Georgensgmünd / Oberheckenhofen                  | 49° 12′ 0,3″ N, 11° 2′ 29,8″ O                         | |
| weitere Bilder | Steinkreuz bei Großhöbing                 | Steinkreuz, ein Arm vollständig und der andere teilweise abgebrochen, am unteren Ende ein Näpfchen.                                              | Kalkstein | 81:30:22                      | ?                    | -              | Greding / Großhöbing                             | 49° 4′ 22,7″ N, 11° 18′ 8″ O                           | |
| weitere Bilder | Kreuzstein bei Hausen                     | Kreuzstein mit eingeritztem Kreuz, mehrfach versetzt.                                                                                            | Sandstein | 87:54:17                      | 16. Jahrhundert      | -              | Greding / Hausen                                 | 49° 3′ 49,4″ N, 11° 19′ 30,2″ O                        | |
| weitere Bilder | Steinkreuz bei Haag                       | Steinkreuz auf Sockel, stark verwittert. | Sandstein | 90:88:28                      | 17. Jahrhundert      | -              | Heideck / Haag                                   | 49° 6′ 48,2″ N, 11° 5′ 0,5″ O                          | |
| weitere Bilder | Steinkreuz bei Seiboldsmühle              | Steinkreuz, Relief einer Gefäßfigur. siehe auch: Sühnekreuze.de                                                                                  | Sandstein | 113:91:35                     | mittelalterlich      | -              | Hilpoltstein / Tiefenbach                        | 49° 8′ 39,3″ N, 11° 9′ 29,6″ O                         | |
| weitere Bilder | Kreuzstein bei Jahrsdorf                  | Kreuzstein mit malteserförmigem Kreuz im Relief. siehe auch: Sühnekreuze.de                                                                      | Sandstein | 100:80:38                     | ?                    | -              | Hilpoltstein / Jahrsdorf                         | 49° 10′ 20,2″ N, 11° 14′ 24,1″ O                       | |
| weitere Bilder | Kreuzstein bei Mindorf                    | Kreuzstein mit starken Abschlägen am Rand der Platte. siehe auch: Sühnekreuze.de                                                                 | Sandstein | 130:80:33                     | 1646                 | -              | Hilpoltstein / Mindorf                           | 49° 9′ 10,5″ N, 11° 14′ 45,6″ O                        | Bei Flurbereinigung versetzt. |
| weitere Bilder | Riedersdorf 1                             | Kreuzstein, auf der Ansichtsseite ein erhabenes lateinisches Kreuz, Armenden tatzenförmig auslaufend. siehe auch: Sühnekreuze.de                 | Sandstein | 90                            | mittelalterlich      | D-5-76-127-110 | Hilpoltstein / Riedersdorf                       | 49° 12′ 35,8″ N, 11° 13′ 26,1″ O                       | |
| weitere Bilder | Riedersdorf 2                             | Kreuzstein, hat eine alte Bruchstelle am Schaft. siehe auch: Sühnekreuze.de                                                                      | Sandstein | 90                            | mittelalterlich      | D-5-76-127-110 | Hilpoltstein / Riedersdorf                       | 49° 12′ 35,8″ N, 11° 13′ 26,1″ O                       | |
| weitere Bilder | Weiherhaus 1                              | Steinkreuz, tief eingegraben, Kopf und Stamm leicht malteserförmig. siehe auch: Sühnekreuze.de                                                   | Sandstein | 116:54:25                     | mittelalterlich      | D-5-76-127-123 | Hilpoltstein / Weiherhaus                        | 49° 12′ 9,7″ N, 11° 9′ 55,4″ O                         | |
| weitere Bilder | Steinkreuz in Volkersgau                  | Steinkreuz. siehe auch: Sühnekreuze.de | Sandstein | 96:96:30                      | Spätmittelalterlich  | D-5-76-128-27  | Kammerstein / Volkersgau                         | 49° 18′ 53,2″ N, 10° 56′ 33″ O                         | |
| weitere Bilder | Hafnerkreuz in Rednitzhembach             | Steinkreuz, Replikat von 1975, mehrfach versetzt.                                                                                                | Sandstein | 110:90:17                     | 1975                 | -              | Rednitzhembach / -                               | 49° 18′ 29,9″ N, 11° 5′ 4″ O                           | |
| weitere Bilder | Metzgerkreuz bei Rednitzhembach           | Steinkreuz, 1992 renoviert und weist seitdem ein Fleischerbeil auf. siehe auch: Sühnekreuze.de                                                   | Sandstein | 99:87:30                      | 15. Jahrhundert      | -              | Rednitzhembach / -                               | 49° 17′ 34,1″ N, 11° 4′ 42,8″ O                        | |
| weitere Bilder | Kreuzstein bei Rohr                       | Kreuzstein siehe auch: Sühnekreuze.de | Sandstein | 110:125:25                    | mittelalterlich      | D-5-76-142-17  | Rohr / -                                         | 49° 20′ 11″ N, 10° 53′ 10,4″ O                         | |
|                | Steinkreuz bei Unterprünst                | Steinkreuz. | Sandstein | ca. 60 hoch                   | ?                    | -              | Rohr / Unterprünst                               | 49° 19′ 31,8″ N, 10° 55′ 28,2″ O                       | Genaue Lage nicht verifiziert. |
| weitere Bilder | Belmbrach 1                               | Steinkreuz, mit vielen Reparaturspuren. siehe auch: Sühnekreuze.de                                                                               | Sandstein | 150                           | 1631                 | D-5-76-143-120 | Roth / Belmbrach                                 | 49° 13′ 24,6″ N, 11° 6′ 54″ O                          | |
| weitere Bilder | Eckersmühlen 1                            | Steinkreuz, Kopf und Arme stark abgewittert. siehe auch: Sühnekreuze.de                                                                          | Sandstein | 91:90:27                      | nachmittelalterlich  | D-5-76-143-131 | Roth / Eckersmühlen                              | 49° 12′ 52,9″ N, 11° 8′ 36,5″ O                        | |
| weitere Bilder | Pfaffenhofen 1                            | Steinkreuz, im Kopf die Einzeichnung einer querliegenden Pflugschar siehe auch: Sühnekreuze.de                                                   | Sandstein | 100:96:34                     | 1434                 | D-5-76-143-161 | Roth / Pfaffenhofen                              | 49° 16′ 2,6″ N, 11° 4′ 45,1″ O                         | |
| weitere Bilder | Steinkreuz nördlich von Pfaffenhofen      | Steinkreuz, mit mehreren Vertiefungen am Stamm, der Kopf eine Pflugschar. siehe auch: Sühnekreuze.de                                             | Sandstein | 115:106:35                    | spätmittelalterlich  | D-5-76-143-197 | Roth / Pfaffenhofen                              | 49° 16′ 43,4″ N, 11° 4′ 44,7″ O                        | |
| weitere Bilder | Pruppach 1                                | Rechteckiger Stein (Kreuzsteinrest) siehe auch: Sühnekreuze.de                                                                                   | Sandstein | 80:80:40                      | spätmittelalterlich  | D-5-76-143-169 | Roth / Pruppach                                  | 49° 16′ 11,2″ N, 11° 6′ 21,3″ O                        | |
| weitere Bilder | Roth 1                                    | Steinkreuz, im Kreuzungsfeld eine große näpfchenartige Vertiefung. siehe auch: Sühnekreuze.de                                                    | Sandstein | 110:92:34                     | 1481                 | D-5-76-143-88  | Roth / -                                         | 49° 14′ 29,9″ N, 11° 5′ 19,5″ O                        | |
| weitere Bilder | Roth 2                                    | Steinkreuz, kleiner Querbalken und ein Arm alt abgeschlagen siehe auch: Sühnekreuze.de                                                           | Sandstein | ?                             | 1648                 | D-5-76-143-110 | Roth / -                                         | 49° 14′ 54,5″ N, 11° 7′ 31,3″ O                        | |
| weitere Bilder | Roth 3                                    | Steinkreuz siehe auch: Sühnekreuze.de | Sandstein | ?                             | mittelalterlich      | D-5-76-143-151 | Roth / Obere Glasschleife                        | 49° 15′ 25,7″ N, 11° 5′ 55,7″ O                        | |
| weitere Bilder | Untersteinbach 1                          | Steinkreuz, 1906 erneuert. Kreuz und Stamm sind mit einer Eisenklammer verbunden. siehe auch: Sühnekreuze.de                                     | Sandstein | 177:75:33                     | 1434                 | D-5-76-143-121 | Roth / Untersteinbach                            | 49° 11′ 33,4″ N, 11° 4′ 33,3″ O                        | |
| weitere Bilder | Steinkreuz nördlich von Wallesau          | Steinkreuz, ist eine Replik, die vor einigen Jahren angefertigt wurde. siehe auch: Sühnekreuze.de                                                | Sandstein | 86:76:19                      | ?                    | -              | Roth / Wallesau                                  | 49° 11′ 44,5″ N, 11° 6′ 50,1″ O                        | |
| weitere Bilder | Wallesau 2                                | Steinkreuz siehe auch: Sühnekreuze.de | Sandstein | ?                             | mittelalterlich      | D-5-76-143-207 | Roth / Wallesau                                  | 49° 11′ 24,3″ N, 11° 6′ 52,1″ O                        | |
| weitere Bilder | Weißes Kreuz                              | Steinkreuz, Linker Arm verstümmelt. siehe auch: Sühnekreuze.de                                                                                   | Sandstein | 105:55:25                     | 1631 (?)             | D-5-76-143-135 | Roth / Eichelburg                                | 49° 14′ 25,7″ N, 11° 9′ 17,4″ O                        | |
|                | Schmiedkreuzstein                         | Kreuzstein. | Sandstein | ?                             | ?                    | -              | Röttenbach / -                                   | Lage an der nördlichen Ausfahrt der B2 nach Röttenbach | |
| weitere Bilder | Kitzelkreuz                               | Steinkreuz siehe auch: Sühnekreuze.de | Sandstein | 94:105:31                     | spätmittelalterlich  | D-5-76-132-18  | Schwanstetten / Mittelhembach                    | 49° 18′ 10,3″ N, 11° 6′ 17,7″ O                        | |
| weitere Bilder | Leerstetten 1                             | Steinkreuz siehe auch: Sühnekreuze.de | Sandstein | 70                            | 15. Jahrhundert      | D-5-76-132-9   | Schwanstetten / Leerstetten                      | 49° 19′ 9,7″ N, 11° 7′ 22,2″ O                         | |
| weitere Bilder | Niedermann-Kreuz                          | Steinkreuz, zur Erinnerung an den Kohlenbrenner Niclas Niedermann aus Pruppach. siehe auch: Sühnekreuze.de                                       | Sandstein | 80                            | 1594                 | D-5-76-132-45  | Schwanstetten / Schwand                          | 49° 17′ 26,8″ N, 11° 7′ 17,4″ O                        | |
| weitere Bilder | Raming-Kreuz                              | Steinkreuz, Raming-Kreuz. siehe auch: Sühnekreuze.de                                                                                             | Sandstein | 71:66:20                      | 1596                 | -              | Schwanstetten / Schwand                          | 49° 17′ 37,2″ N, 11° 7′ 23,3″ O                        | |
| weitere Bilder | Schwand 1                                 | Steinkreuz, im Kreuzungsfeld ein eingetieftes Schriftfeld mit den Resten von Inschriften. siehe auch: Sühnekreuze.de                             | Sandstein | ?                             | 16./17. Jahrhundert  | D-5-76-132-44  | Schwanstetten / Schwand                          | 49° 18′ 4,6″ N, 11° 7′ 18,3″ O                         | |
| weitere Bilder | Fünfbronn 1                               | Steinkreuz siehe auch: Sühnekreuze.de | Sandstein | ?                             | mittelalterlich      | D-5-76-147-186 | Spalt / Fünfbronn                                | 49° 10′ 13,6″ N, 10° 52′ 48,1″ O                       | |
| weitere Bilder | Massendorf                                | Steinkreuz, auf dem Schaft die Einzeichnung eines Mühlrades oder Scheibenkreuz mit Strahlenkranz. siehe auch: Sühnekreuze.de                     | Sandstein | 140:95:37                     | mittelalterlich      | D-5-76-147-239 | Spalt / Massendorf                               | 49° 11′ 28,8″ N, 10° 55′ 36,8″ O                       | |
|                | Mosbach                                   | Steinkreuz, Abschläge an den Armen. | Sandstein | ?                             | ?                    | -              | Spalt / Mosbach                                  | 49° 12′ 10,4″ N, 10° 57′ 29,9″ O                       | |
| weitere Bilder | Steinkreuz bei Ottmannsberg               | Steinkreuz, steckt in einem Sockelstein. Abschläge an Kopf und Armen. siehe auch: Sühnekreuze.de                                                 | Sandstein | 80:50:20                      | ?                    | -              | Spalt / Ottmannsberg                             | 49° 8′ 42,7″ N, 10° 55′ 48,7″ O                        | |
| weitere Bilder | Spalt 1                                   | Steinkreuz, betont breiter Längsbalken. siehe auch: Sühnekreuze.de                                                                               | Sandstein | 60:50:20                      | mittelalterlich      | D-5-76-147-79  | Spalt / -                                        | 49° 10′ 43,7″ N, 10° 55′ 29,4″ O                       | |
| weitere Bilder | Spalt 2                                   | Steinkreuz siehe auch: Sühnekreuze.de | Sandstein | 70:50:20                      | spätmittelalterlich  | D-5-76-147-79  | Spalt / -                                        | 49° 10′ 43,7″ N, 10° 55′ 29,4″ O                       | |
| weitere Bilder | Steinkreuz bei Hagsbronn                  | Steinkreuz, bis zum Querbalken eingesunken. | Sandstein | 50:50:20                      | ?                    | -              | Spalt / Großweingarten                           | 49° 10′ 23,2″ N, 10° 55′ 40,7″ O                       | |
| weitere Bilder | Spalt 5                                   | Mittelalterlicher Scheibenkreuzstein. siehe auch: Sühnekreuze.de                                                                                 | Sandstein | 80:60:20                      | mittelalterlich      | D-5-76-147-158 | Spalt / -                                        | 49° 10′ 23,3″ N, 10° 55′ 40,6″ O                       | |
| weitere Bilder | Kreuzstein "Am Drudenbaum"                | Kreuzstein, reliefartig herausgearbeitete Kreuz ist nur noch sehr schwer zu erkennen. siehe auch: Sühnekreuze.de                                 | Sandstein | 88:55:23                      | spätmittelalterlich  | D-5-76-147-171 | Spalt / -                                        | 49° 11′ 1,8″ N, 10° 54′ 58,9″ O                        | |
| weitere Bilder | Steinkreuz "Am hohen Rain"                | Steinkreuz siehe auch: Sühnekreuze.de | Sandstein | 95:86:29                      | spätmittelalterlich  | D-5-76-147-170 | Spalt / -                                        | 49° 11′ 1,7″ N, 10° 55′ 27,5″ O                        | |
| weitere Bilder | Straßenhaus 1                             | Steinkreuz siehe auch: Sühnekreuze.de | Sandstein | 50:50:20                      | nachmittelalterlich  | D-5-76-147-274 | Spalt / Straßenhaus                              | 49° 10′ 19,8″ N, 10° 57′ 28,5″ O                       | |
| weitere Bilder | Eysölden 1                                | Steinkreuz, war in der Mitte zerbrochen und wurde restauriert. siehe auch: Sühnekreuze.de                                                        | Sandstein | 143:95:35                     | mittelalterlich      | D-5-76-148-49  | Thalmässing / Eysölden                           | 49° 8′ 16,9″ N, 11° 12′ 27,3″ O                        | |
| weitere Bilder | Eysölden 2                                | Steinkreuz, Arme werden durch Kreissegmente unterstützt. siehe auch: Sühnekreuze.de                                                              | Sandstein | 120:100:32                    | mittelalterlich      | D-5-76-148-49  | Thalmässing / Eysölden                           | 49° 8′ 16,9″ N, 11° 12′ 27,3″ O                        | |
| weitere Bilder | Pyras 1                                   | Kreuzstein wirkt durch seine Form recht unauffällig. siehe auch: Sühnekreuze.de                                                                  | Sandstein | 75:90:30                      | ?                    | -              | Thalmässing / Pyras                              | 49° 8′ 52,4″ N, 11° 12′ 22″ O                          | |
| weitere Bilder | Schwimbach                                | Steinkreuz, versetzt nach Fund bei Baggerarbeiten.                                                                                               | Kalkstein | 109:62:17                     | ?                    | -              | Thalmässing / Schwimbach                         | 49° 6′ 3,3″ N, 11° 14′ 12,8″ O                         | |
| weitere Bilder | Dürrenhembach 1                           | Steinkreuz siehe auch: Sühnekreuze.de | Sandstein | 100:108:27                    | mittelalterlich      | D-5-76-151-68  | Wendelstein / Dürrenhembach                      | 49° 19′ 45,7″ N, 11° 13′ 33,5″ O                       | |
| weitere Bilder | Kurzkreuz bei Sperberslohe                | Steinkreuz, rechter Arm mit Abschlag, große Segmentstützen unterhalb des Querbalkens. siehe auch: Sühnekreuze.de                                 | Sandstein | 85:95:30                      | ?                    | -              | Wendelstein / Sperberslohe                       | 49° 20′ 10,9″ N, 11° 11′ 21″ O                         | |
| weitere Bilder | Röthenbach 1                              | Steinkreuz, rechter Arm mit großem Abschlag siehe auch: Sühnekreuze.de                                                                           | Sandstein | ?                             | mittelalterlich      | D-5-76-151-133 | Wendelstein / Röthenbach b. Sankt Wolfgang       | 49° 21′ 57,2″ N, 11° 10′ 6,9″ O                        | |
| weitere Bilder | Röthenbach 2                              | Steinkreuz, lateinische Form, Fuß verbreitert sich zum Boden hin siehe auch: Sühnekreuze.de                                                      | Sandstein | ?                             | mittelalterlich      | D-5-76-151-133 | Wendelstein / Röthenbach b. Sankt Wolfgang       | 49° 21′ 57,2″ N, 11° 10′ 6,9″ O                        | |
| weitere Bilder | Röthenbach 3                              | Steinkreuzrest siehe auch: Sühnekreuze.de | ?         | ?                             | ?                    | D-5-76-151-133 | Wendelstein / Röthenbach b. Sankt Wolfgang       | 49° 21′ 57,2″ N, 11° 10′ 6,9″ O                        | |
| weitere Bilder | Röthenbach 4                              | Steinkreuz, mehrere Näpfchen, auf der Ansichtsseite im Kreuzungsfeld Reste einer Einzeichnung. siehe auch: Sühnekreuze.de                        | Sandstein | 140                           | 14./15. Jahrhundert  | D-5-76-151-126 | Wendelstein / Röthenbach b. Sankt Wolfgang       | 49° 21′ 32″ N, 11° 10′ 18,2″ O                         | |
| weitere Bilder | Röthenbach 5                              | Steinkreuz, im linken Arm der Ansichtsseite ein eingeritztes griechisches Kreuz. siehe auch: Sühnekreuze.de                                      | Sandstein | 140                           | 14./15. Jahrhundert  | D-5-76-151-126 | Wendelstein / Röthenbach b. Sankt Wolfgang       | 49° 21′ 32″ N, 11° 10′ 18,2″ O                         | |
| weitere Bilder | Schneiderkreuz                            | Steinkreuz, mit einer eingeritzten Schere und darunter ein Schwert. siehe auch: Sühnekreuze.de                                                   | Sandstein | 112:75:25                     | spätmittelalterlich  | D-5-76-151-163 | Forst Kleinschwarzenlohe / -                     | 49° 21′ 24,3″ N, 11° 7′ 22,8″ O                        | |
| weitere Bilder | Helmkreuz in Großschwarzenlohe            | Steinkreuz, Vorder- und Rückseite scharriert. Vom ursprünglichen Standort versetzt und unsachgemäß restauriert. siehe auch: Sühnekreuze.de       | Sandstein | 70:49:28                      | 1511                 | -              | Wendelstein / Großschwarzenlohe                  | 49° 20′ 19,2″ N, 11° 6′ 36,6″ O                        | |
| weitere Bilder | Kemmeterkreuz in Großschwarzenlohe        | Neuzeitliches Replikat eines abgängigen Steinkreuzes.                                                                                            | Sandstein | 120:81:30                     | 1970er               | -              | Wendelstein / Großschwarzenlohe                  | 49° 20′ 17,6″ N, 11° 6′ 44,5″ O                        | |
| weitere Bilder | Steinkreuz bei Nerreth                    | Wuchtiges Steinkreuz. Wurde von Nerreth an die Raststätte Feucht West versetzt. siehe auch: Sühnekreuze.de                                       | Sandstein | 80:100:35                     | ?                    | -              | Schwarzenbruck / - (vormals Wendelstein/Nerreth) | 49° 21′ 18,9″ N, 11° 12′ 8,2″ O                        | |
| weitere Bilder | Steinkreuz südlich von Sperberslohe       | Steinkreuz, vorne ist die unvollständige Jahreszahl 169x zu erkennen. siehe auch: Sühnekreuze.de                                                 | Sandstein | 85:100:29                     | 17. Jahrhundert      | -              | Wendelstein / Sperberslohe                       | 49° 18′ 51,4″ N, 11° 12′ 16,9″ O                       | |
| weitere Bilder | Steinkreuz in Sperberslohe                | Steinkreuz, auf beiden Seiten ein erhabenes Malteserkreuz. siehe auch: Sühnekreuze.de                                                            | Sandstein | 84:75:27                      | ?                    | -              | Wendelstein / Sperberslohe                       | 49° 19′ 41,1″ N, 11° 11′ 37″ O                         | |

## Abgängige Steinkreuze
Folgende Steinkreuze sind in der Literatur erwähnt, aber möglicherweise abgängig oder nicht mehr auffindbar:
- Kreuzstein. Wohl spätmittelalterlich an der Straße von Pfaffenhofen – Rednitzhembach, alte B 2. Ursprünglich war es als Baudenkmal D-5-76-143-168 ausgewiesen.
- Steinkreuz Wallesau. Stand inmitten des uralten Reisweges etwa 100 Meter nach seiner Einmündung von Wallesau her in den Wald. 160:67:42[3]